# Hornsbergs strand (gata)

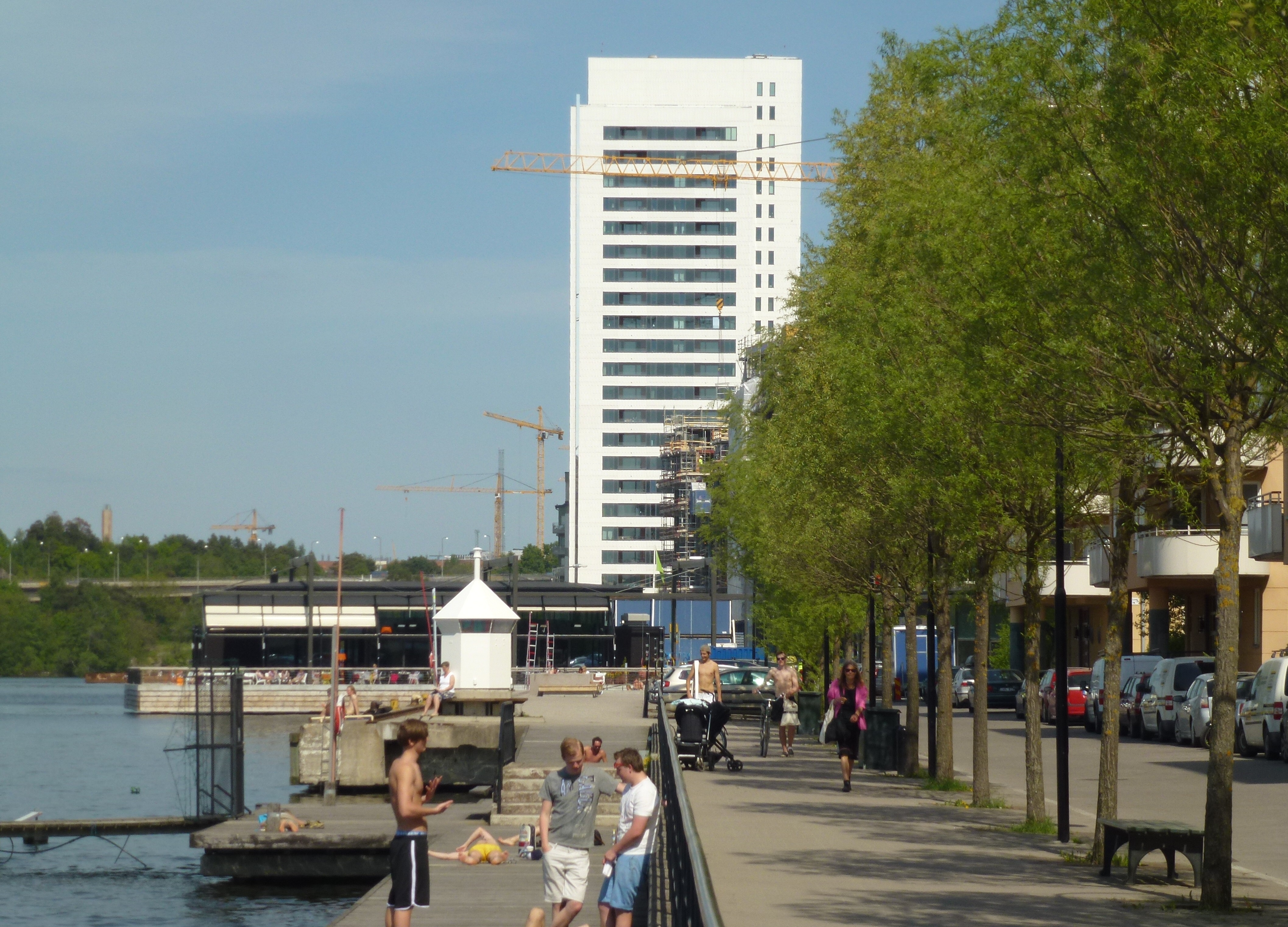
Gatan syns till höger

Hornsbergs strand är en gata på västra Kungsholmen vid Ulvsundasjön. Gatan utgör den norra avgränsningen av området Hornsbergs strand. 

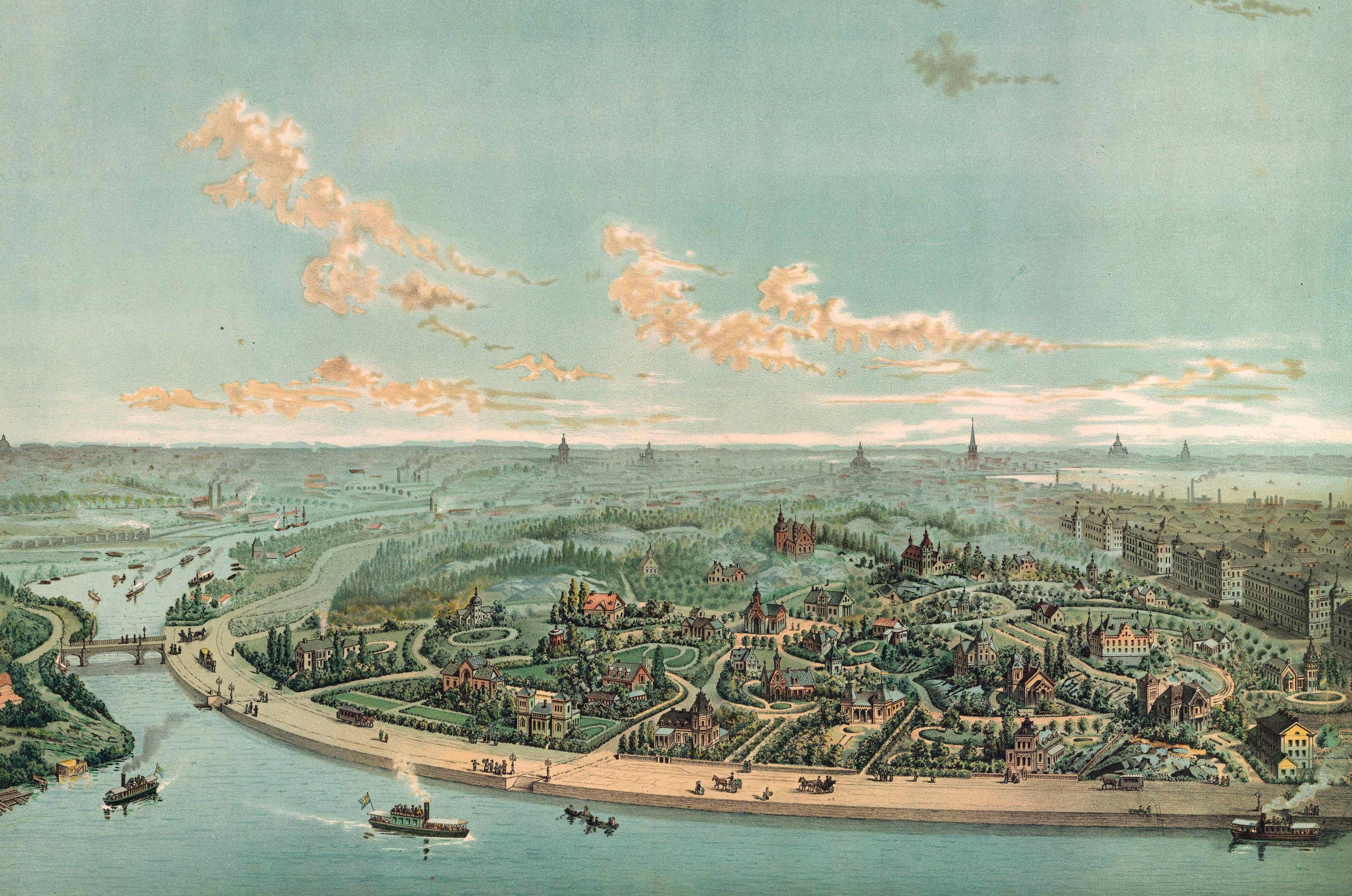
Prospekt över bebyggelsen som aldrig blev verklighet. Gatan syns som en bred kajskodd promenad som trafikeras av hästspårvagnar.

Gatan fick sitt namn 1888, innan dess hette den Strandgatan vid Ulvsundasjön. Namnet kommer från egendomen Stora Hornsberg och gavs i anslutning till att stadsplanen för Hornsbergs villastad antogs.